# Зигхард IX фон Тенглинг
Зигхард IX фон Тенглинг (на немски: Sieghard IX, Graf von Tengling; † обезглавен на 5 февруари 1104 г. в Регенсбург) от род Зигхардинги е граф на Тенглинг (1074) в Херцогство Бавария. Той също е граф на Бургхаузен в Бавария и на Шала (в Тенглинг), граф на Понгау и Кимгау, и от 17 юли 1072 г. 1. фогт на манастир Михаелбойерн близо до Залцбург.
Той е големият син на граф Фридрих I фон Понгау († 1071) и съпругата му графиня Матилда фон Фобург († 1092) от род Рапотони, единствена дъщеря на граф Диполд I фон Фобург († 1060) и фон Швайнфурт, дъщеря на маркграф Хайнрих фон Швайнфурт-Нордгау († 1017) и Герберга фон Глайберг-Кицинггау († сл. 1036). Внук е на граф Зигхард VII († 1044) и Пилихилд фон Андекс († 1075).
Брат му Хайнрих I фон Фрайзинг († 1137) e епископ на Фрайзинг (1098 – 1137), а брат му Фридрих II фон Тенглинг († 1120) е граф на Тенглинг (1108), наследниците му са графовете на Пайлщайн (до ок. 1207) и Клееберг (до 1218)
Зигхард IX фон Тенглинг е обезглавен в хотела му на 5 февруари 1104 г. в Регенсбург при бунт против императора. Наследниците му са графовете на Бургхаузен и Шала (до 1194).
С внук му Зигхард XI († 1192), родът на графовете фон Бургхаузен-Шала измира през 1192 г.

## Фамилия
Зигхард IX фон Тенглинг се жени за Ида фон Суплинбург (* ок. 1074; † сл. 3 март 1138, погребана в Михаелщайн), дъщеря на Гебхард фон Суплинбург, граф в Харцгау († 1075), и Хедвиг фон Формбах († 1138),. Тя е единствената сестра на по-късния император (1133) Лотар III фон Суплинбург (1075 – 1137). Te имат три сина:
- Гебхард I фон Бургхаузен († 4 декември 1164), граф на Бургхаузен от 1129 г., женен 1144 г. за маркграфиня София фон Ветин-Майсен († сл. 16 април 1190), дъщеря на маркграф Конрад I фон Майсен († 1157) и Луитгард фон Равенщайн († 1146)
- Зигхард X фон Шала-Бургхаузен († 19 април 1142), граф на Шала (1120), граф на Бургхаузен (1125), женен ок. 1123 г. за София Австрийска († 2 май 1154), вдовица на херцог Хайнрих III от Каринтия († 1122), дъщеря на маркграф Леополд II Австрийски „Красиви“ (1050 – 1095) и Ида Рателнберг (1060 – 1101),
- Хайнрих II фон Бургхаузен († 30 януари 1127), граф на Бургхаузен